# كلوسترنبيرغ دوكز
كلوسترنبيرغ دوكز هو فريق كرة سلة نمساوي للمحترفين تأسس في سنة 1952. يلعب في الدوري النمساوي لكرة السلة.

## الإنجازات
- الدوري النمساوي لكرة السلة (10)

1978، 1983، 1984، 1985، 1986، 1987، 1988، 1989، 1990، 2012
- كأس النمسا لكرة السلة (1)

2013
- كأس السوبر النمساوية لكرة السلة (2)

2012، 2013

## وصلات خارجية
- الموقع الرسمي